# Sala saar
Sala saar är en ö i Finska viken utanför Estlands nordkust. Den ligger i kommunen Vihula vald i Lääne-Virumaa, 100 km öster om huvudstaden Tallinn. Arean är 0,062 kvadratkilometer. Det är den sydliga av två öar som gemensamt benämns Uhtju saared på estniska. De andra heter Uhtju saar. Längre norr ut ligger det ensligt belägna ön Stenskär (estniska: Vaindloo).
Terrängen på Sala saar är mycket platt. Öns högsta punkt är 5 meter över havet. 

### Fotnoter
1. ↑  Lõuna-Uhtju hos Geonames.org (cc-by); post uppdaterad 2014-10-27; databasdump nerladdad 2015-09-05
2. ↑  ”Viewfinder Panoramas Digital elevation Model”. http://www.viewfinderpanoramas.org/dem3.html. Läst 21 juni 2015.